# Michael Christoph Hanow
Michael Christoph Hanow (também Hanov, Hanovius; Samborsko, Pomerânia, 12 de dezembro de 1695 — Gdańsk, 22 de setembro de 1773) foi um meteorologista, historiador e matemático alemão.
Hanow foi educado em Gdańsk e Leipzig, e foi professor particular em Dresden, Leipzig e Danzig. Em 1727 tornou-se membro do "Akademisches Gymnasium Danzig". Escreveu diversos artigos e livros. A partir de 1739 publicou o Danziger Nachrichten, um semanário com previsão do tempo. O termo biologia foi introduzido por ele. 